# أخرجوا السكاكين
أخرجوا السكاكين (بالإنجليزية: Knives Out) هو فيلم غموض أمريكي انتج سنة 2019، للمخرج ريان جونسون، واشترك في انتاجه جونسون بالتعاون مع رام بيرغمان. عُرض الفيلم لأول مرة في مهرجان تورونتو السينمائي الدولي في 7 سبتمبر 2019، وتم إصداره بطريقة مسرحية في الولايات المتحدة في 27 نوفمبر 2019 بواسطة شركة أفلام ليونزغيت. تلقى الفيلم استحسانًا نقديًا، خاصةً في سيناريو الفيلم واتجاهه وتمثيله، وحقق أرباحاً تقدر بـ312 مليون دولار في جميع أنحاء العالم، بينما كانت ميزانيته 40 مليون دولار. في حفل توزيع جوائز الغولدن غلوب السابع والسبعون تلقى الفيلم ثلاثة ترشيحات بفئة الموسيقى أو الكوميديا: أفضل صورة متحركة، وأفضل ممثل عن كريج، وأفضل ممثلة عن دي أرماس. كما تلقت ترشيحات لأفضل سيناريو أصلي في حفل توزيع جوائز الأكاديمية البريطانية للأفلام الثالثة والسبعين وجوائز الأوسكار الثانية والتسعين. كما تم اختياره أيضًا من قبل معهد الفيلم الأمريكي والمجلس الوطني للمراجعة كواحد من أفضل عشرة أفلام لعام 2019.
أعلن في فبراير 2020 عن نية شركة ليونزغيت إنتاج جزء ثاني من الفيلم.

## القصة
يبدأ الفيلم باكتشاف جريمة قتل أو حالة انتحار لأحد أهم الأغنياء «هارلان ثرومبي» في ولاية ماساتشوستس، والذي يملك سلسلة شركات ومنازل، بالإضافة لعائلة كبيرة لديها أحفاد كل أفرادها يعتاشون من ثروة الكاتب هارلان. المتحري المشهور «بينوا بلانك» يبدأ رحلته في الكشف عن المجرم رغم أن كل الأدلة تقول أن الجريمة ما هي إلا انتحار. لكن ومع استجواب أفراد العائلة يتبين أن لكل شخص سبباً لقتل هارلان. ومن الغريب أن القاتل يتم الكشف عنه في منتصف الفيلم وهي الممرضة «مارتا كابريرا» الفتاة الشابة حديثة التخرج وعائلتها تقيم بطريقة غير شرعية في الولايات المتحدة، والتي كانت قد افرطت بحقن أحد جرعات المخدر بطريقة قاتلة لهارلان. لكن التحري لم يبين اكتشافه وأبقى على فكرة الانتحار بهدف الوصول لحقيقة غائبة بنظره. وفعلاً يكتشف أن القاتل الحقيقي هو حفيد هارلان والذي كان قد استبدل الأدوية بهدف قتل جده الذي كان قد دخل بجدال حاد بسبب الميراث مع جده.

## قائمة الممثلين
- دانيال كريغ بدور التحري «بينوا بلانك».
- كريس إيفانز بدور حفيد هارلان القاتل «هيو رانسوم».
- آنا دي أرماس بدور ممرضة هارلان ورفيقته المقربة «مارتا كابريرا».
- جيمي لي كرتيس بدور ابنة هارلان الودودة «ليندا درايسدال».
- مايكل شانون بدور أصغر أبناء هارلان «والت».
- دون جونسون بدور صهر هارلان «ريتشارد دريسدال».
- توني كوليت بدور نسيبة هارلان «جوني دريسدال».
- لاكيث ستانفيلد بدور المحقق المحلي «الملازم إليوت».
- كاثرين لانغفورد بدور حفيدة هارلان «ميغ».
- جيدين ليبرهير بدور حفيد هارلان «جاكوب».
- كريستوفر بلامر بدور «هارلان ثرومبي».
- ريكي ليندهوم بدور زوجة والت «دونا».
- إيدي باترسون بدور خادمة المنزل «فران».
- فرانك أوز بدور محامي هارلان «آلان ستيفنز».
- نوح سيغان بدور أحد محققي الشرطة ومعجب بكتابات هارلان «تروبر واغنر».
- مايكل إيمرت ولش بدور عامل الحديقة «السيد بروفروك».
- مارلين فورتيه بدور والدة الممرضة مارتا.
- جوزيف غوردون-ليفيت بدور يظهر صوته في بداية الفيلم حيثُ تكون اخت مارتا تتابع أحد المسلسلات.[11]

```
* 
كاي كالان
 بدور والدة هارلان العجوز «نانا».
```

## روابط خارجية
- أخرجوا السكاكين على موقع IMDb (الإنجليزية)
- أخرجوا السكاكين على موقع ميتاكريتيك (الإنجليزية)
- أخرجوا السكاكين على موقع روتن توميتوز (الإنجليزية)
- أخرجوا السكاكين على موقع نتفليكس (الإنجليزية)
- أخرجوا السكاكين على موقع قاعدة بيانات الأفلام العربية
- أخرجوا السكاكين على موقع ألو سيني (الفرنسية)
- أخرجوا السكاكين على موقع أول موفي (الإنجليزية)
- أخرجوا السكاكين على موقع بوكس أوفيس موجو (الإنجليزية)
- أخرجوا السكاكين على موقع فيلمافينيتي (الإسبانية)
- أخرجوا السكاكين على موقع قاعدة بيانات الأفلام السويدية (السويدية)